# Calyptranthes insularis
Calyptranthes insularis är en myrtenväxtart som beskrevs av Johannes Bisse. Calyptranthes insularis ingår i släktet Calyptranthes och familjen myrtenväxter. Inga underarter finns listade i Catalogue of Life.